# Liquiçá (stad)
Liquiçá is de hoofdplaats van het Oost-Timorese district Liquiçá. Liquiçá telt 5152 inwoners (2010).